# Harald Muenz
Harald Muenz (* 20. September 1965 in Schwäbisch Hall, Baden-Württemberg) ist ein deutsch-italienischer Komponist, Klangkünstler und Performer.

## Leben und Werk
Harald Muenz studierte Komposition bei Helmut Lachenmann (1994–97), Johannes Fritsch, Klarenz Barlow, Krzysztof Meyer, Hans Ulrich Humpert (am Elektronischen Studio der Hochschule für Musik Köln) und Martin Christoph Redel, außerdem am Detmolder Tonmeisterinstitut und am Phonetikinstitut der Kölner Universität (Ästhetische Phonetik bei Georg Heike).
Neben Kammer-, Orchester- und Vokalmusik widmet er sich insbesondere Sprachkomposition, radiophoner Ars Acustica und Audiovisueller Kunst.
Muenz ist Träger des Förderpreises Musik NRW (1997) und des Forschungspreises NRW (2001), bekam das Bernd-Alois-Zimmermann-Stipendium der Stadt Köln und wurde unter anderem zu Arbeitsaufenthalten in die Villa Aurora/Los Angeles (2000), auf den Künstlerhof Schreyahn (2021) und von der Kunststiftung NRW in die Künstlerresidenz Atelier Galata (2023) nach İstanbul eingeladen. Er erhielt Preise, Stipendien, Aufträge und Radiosendungen (fast alle ARD-Sender, BBC, RAI, Donaueschinger Musiktage u. v. a.) in Deutschland, zahlreichen europäischen Ländern, Südkorea und den USA.
Zusammen mit Sigrid und Georg Sachse bildet er das Trio sprechbohrer, das Sprechkunst aus musikalischer Perspektive aufführt (Bestenliste 3/11 des Preis der deutschen Schallplattenkritik für die erste Gesamteinspielung von Hans G Helms’ experimenteller Sprachkomposition Fa:m' Ahniesgwow für den Hessischen Rundfunk/WERGO). Gemeinsam mit Lettrétage Berlin realisierten die sprechbohrer das europäische Musik-Literatur-Projekt The Poets’ Sounds, das u. a. gefördert von Kulturstiftung des Bundes und Kunststiftung NRW mit sechs internationalen Dichterinnen und Dichtern durch Europa tourte.
Eine Porträt-CD seiner Kammermusik mit dem ensemble mosaik berlin kam bei Coviello heraus; Partituren erschienen im Feedback Studio Verlag Köln. Heft 103 der Fachzeitschrift MusikTexte (11/2004) legte den Fokus auf seine künstlerische Arbeit. Beim Pfau-Verlag gab er eine Buchpublikation zu Franco Evangelisti heraus sowie zusammen mit Florian Neuner einen Band über Autorenmusik.
Zu einer grundlegenden Neuorientierung seiner künstlerischen Arbeit führte die COVID-19-Pandemie, gegen deren Ende er im Mai 2022 an einem Performance-Workshop des Marina Abramović Instituts (MAI) teilnahm. In der Folge entstanden zahlreiche nicht-narrative audiovisuelle und performative Arbeiten, die als Medium hauptsächlich verschiedene mobile Digitaltechnologien einsetzen.
2023 nahm Muenz zusätzlich zur deutschen die italienische Staatsbürgerschaft an.

## Kunst im Metaversum
Mit seinem Avatar Cuirec d'Erc hat Muenz mehrere interaktive Klanginstallationen in der virtuellen Welt Second Life realisiert.
Seit 2017 ist er außerdem Mitglied des Avatar Orchestra Metaverse (AOM).
Muenz' einstündige radiophone Komposition „… meanwhile in another life …“ beschäftigt sich mit Klangerfahrungen im Metaversum (hr2-kultur 2019). Die Neue Zeitschrift für Musik bringt 2023 seinen Aufsatz über Second Life als Raum für experimentelle Musik und Klangkunst.

## Hochschullehre
Muenz unterrichtete 2001–2005 Ästhetische Phonetik am Institut für Linguistik/Phonetik der Universität zu Köln und war 2006–2011 künstlerischer Leiter des Elektronischen Studios der Musikhochschule Lübeck. 2005–2016 pendelte der interdisziplinäre Künstler zwischen Köln und London, wo er Komposition an der School of Arts der Brunel University London unterrichtete. An derselben Hochschule schloss er auch seine Promotion bei John Croft ab.
2016 entschied sich Muenz sehr bewusst, seine akademische Laufbahn ganz aufzugeben, um sich wieder auf seine transdisziplinäre Arbeit als freischaffender Künstler konzentrieren zu können.
Seit 2017 unterrichtete er noch vereinzelte Seminare an der Internationalen Ensemble Modern Akademie Frankfurt/M. (IEMA) und wurde als Gast ans Institut für Musik und Medien der Robert Schumann Hochschule Düsseldorf eingeladen.

## Preise
- 2001: Forschungspreis Nordrhein-Westfalen des Wissenschaftsministeriums
- 1997: Förderpreis des Landes Nordrhein-Westfalen für junge Künstlerinnen und Künstler in der Sparte Musik
- 1997: Bernd-Alois-Zimmermann-Stipendium der Stadt Köln

## Kompositionen (Auswahl bis 2014)
- tre schizzi für großes Orchester, 1984
- azione triangolare für Violine, Violoncello und Klavier, 1991–92
- CITIVS-ALTIVS-FORTIVS für Fagott und Schlagzeug, 1992–93
- deChiffrAGE für blattlesenden Sprecher mit zufallsgesteuertem Live-Texttransformator (Laptop), 1993
- x-rayed x-mas x-tra für großes Orchester, 1994–95
- Isn't it romantic? für Fagott und Gitarre, 1994
- miniaturen für Klarinette, Violine, Violoncello und Klavier, 1995–2001
- deSperanto. Tonbandkomposition (Stereo oder Quadro). Text: Charta der UN, 1995–96
- discAntico für acht Stimmen. Texte: Francesco d’Assisi, Andrea Pieroni, 1995
- standArts für blattlesenden Klarinettisten mit Laptop, 1996
- parkfiguren. Lyrisches Moment mit einem deutsch-sorbischen Text von Róža Domašcyna für eine Sprech- und eine Singstimme, 1996
- corps d'œuvres für Klavier, 1996
- Sieben graphische Blätter aus ausPlaste (in memoriam Franco Evangelisti) für Klarinette, Posaune, Violoncello und Klavier, 1996–97
- franSung. Ensemblekammermusik zu vierzehnt für das Ensemble Modern, 1997
- writing für zwei Spieler an einer kontaktmikrophonierten Großen Trommel und Klangregie (= 3 Spieler: 1. Blockflöten: Sopranino/Großbaß [Paetzold], 1.+2. Große Trommel, 3. Klangregie mit Stereo-Zuspiel), 1998; CD: cybele records Nr. 960.303
- tafelmusik I. Begehbare Klanginstallation, 1998 (zusammen mit hans w. koch)
- shiftlessness/schiebeproben für Sopran, Klarinette, Synthesizer, Live-Elektronik, 1998, rev. 1999 (zusammen mit hans w. koch)
- The SelfComposer für blattspielenden Oboisten mit Laptop, 1999–2002
- BACH-Maschin'  für zwei Violoncelli, Orgel und Akkordeon, 1999–2000
- ...und weil die da in donaueschingen immer noch töne brauchen, hab' ich sie ihnen halt hingeschrieben... für Klarinette, Gitarre, Violine und Klavier, 2000
- BeethovEnBloc, Tonbandkomposition (Stereo), 2000
- spi:tschsaontskäip 1 für zwei Sprecher und Zuspielung, 2000
- schweigenderest, Tonbandkomposition (Stereo oder Quadro), 2000–01
- fromAnts aus SprachProben für 2 phonetische Stimmen (1m, 1w), Sopraninoblockflöte und Klarinette, 2002-3
- Zhurjanski aus SprachProben für 2 phonetische Stimmen (1m, 1w). Texte in den moribunden Sprachen Arbëresh und Istro-Rumänisch, 2003
- Kurven - Wege aus SprachProben für Baßflöte, Baßklarinette und Live-Elektronik, 2001-3
- il filosofo für Sopran, Klarinette, Trompete und Schlagzeug, 2001
- ariche für Baßflöte und zufallsgesteuerte CD. Text: Amelia Rosselli, 2001
- ope-seynsu. (K)eine Klanginstallation für Klavier und Random-CD, 2001
- BrahmsBloc, Tonbandkomposition (Stereo), 2001
- articulated strings für Harfe, Gitarre, Violoncello und Live-Elektronik, 2002
- SILENtplaCES, Tonbandkomposition (Stereo), 2002
- dreimal neunzig sekunden wirklichkeit, Tonbandkomposition (Stereo); CD: cybele records 960.208, 2002
- The Abyss of the Eyes für Blockflöte (Sopranino, Tenor, Subkontrabaß [Paetzold]), Gitarre, Klavier und Live-Elektronik, 2003, rev. 2005
- Žejanski Kntaduri, Tonbandkomposition (Stereo), 2003
- exercising für einen Athleten und einen Schlagzeuger, 2003
- fugaCittà. Klanginstallation (8-Kanal), 2003
- rieselt stille froh entsprungen, Tonbandkomposition (8-Kanal), 2003
- dissieme für Flöte, Klarinette, Violine, Violoncello und Live-Elektronik, 2004
- de(ux)ChiffrAGE für zwei Sprecher (jeder mit Laptop, live generierte Zufallstexte), 2004
- ... con dolcezza ... für Flöte, Klarinette, Harfe, Klavier, Violoncello, Kontrabass und Elektronik, 2005–6
- schönes klavierstück für Klavier, 2006
- dietro \/ avanti für Flöte, Klarinette, Vibraphon, Klavier, Violine und Violoncello, 2006–7
- [ðə ˈfɑːðə ɪz ˈɔːɹəl] für Orgel, 2006-7
- [KLIKTRAEK DE:?ES]. Elektronische Sprachkomposition. Beitrag zur Klanginstallation DS – a poly mono guide to the streets and the people in the streets in a small city in the south of Germany, which needs new sounds each year from 1921 to tomorrow (Kurator: Stefan Fricke) für die Donaueschinger Musiktage 2007
- Still Life with Orphean Shepherd. Elektronische Komposition; CD: cybele records CD 960.209
- nearly - fast für Bassklarinette, Marimba und Klavier, 2008
- Orèlob 80. Tonbandkomposition (Stereo), 2008
- tsvi:-Satz aus Das Zungenbuch für drei phonetische Stimmen, 2008
- SCHLÖSCH für großes Orchester, 2008–11
- data compression für Violine und Akkordeon, 2009
- unashamed piano playing für zwei Pianisten ohne Elektronik, 2010
- fein ... auflösend für Flöte, Klarinette, Violoncello und Klavier, 2010–11
- durch die vögel, radiophone Komposition (Text: Florian Neuner), 2011, Auftrag Hessischer Rundfunk
- stein-sum, für Mezzosopran, Viola d’amore und mikrotonales Keyboard, 2011–12, Auftrag Trio Scordatura, Amsterdam
- Heisze Fusion aus Das Zungenbuch für drei phonetische Stimmen, 2013
- Raus auf die Straße! Luft! ¡A la calle! ¡Fuera! (abendfüllend; Texte: Florian Neuner), 2012/13, Auftrag Kammerensemble Neue Musik Berlin
- aldiladellaldiqua, für Flöte, Klarinette, Violine und Violoncello, 2014, Auftrag des Festivals Acht Brücken, Köln

## Schriften (Auswahl)
- Muenz, Harald und Florian Neuner (Hrsg.): Autorenmusik. Erkundungen im Zwischenreich von Sprache und Musik, Leipzig: Reinecke & Voß 2019, ISBN 978-3-942901-33-8.
- Muenz, Harald: Großer Tauberstadtbahnhof - für Theo. Nachruf auf Theo Brandmüller, in: Abbing, Jörg (Hg.), 2013. „20 regards“. Festschrift für Theo Brandmüller. Saarbrücken: Hochschule für Musik Saar.
- Muenz, Harald: Live random concepts and sight-reading players - the role of the computer in the era of digested digitalism in: Contemporary Music Review, volume 29, no. 1, February 2010, 81-87.
- Muenz, Harald: „Fortschritt des kritischen Bewußtseins“. Heinz-Klaus Metzger nachgerufen in: MusikTexte 123, Köln 2009 (Dezember), 41-43.
- Muenz, Harald: Der Komponist ist tot, es lebe der Komponist!? in Festschrift 50 Jahre Studio für Elektronische Musik (1959–2009). 11.-13.12.2009, Salzburg: Universität Mozarteum, 65.
- Muenz, Harald: „Feedback Ende!“. Gedanken um Johannes Fritsch in: MusikTexte 122, Köln 2009 (August), 59-61.
- Muenz, Harald: Zum kreativen Potential des Fehlers in: positionen 79, Berlin/Mühlenbeck 2009 (Mai), 37-38.
- Muenz, Harald: Vertreter einer aussterbenden Gattung. Karlheinz Stockhausen †  in: MusikTexte 116, Köln 2008 (Februar), 66-68.
- Muenz, Harald und Nonnenmann, Rainer: Musik an den Rändern und Bruchstellen. Rainer Nonnenmann im Schrift-Gespräch mit Harald Muenz in: MusikTexte 103, Köln 2004 (November), 53-65.
- Muenz, Harald: Begrenzungen überschreiten. Ästhetische Phonetik als Brücke zu einem anderen Umgang mit Musik als akustischer Kunstform in: MusikTexte 103, Köln 2004 (November), 63-65.
- Muenz, Harald: Reagieren in Echtzeit. Der Computer als Klangerzeuger in: MusikTexte 103, Köln 2004 (November), 46-50.
- Muenz, Harald (Hrsg.): Hin zu einer neuen Welt. Notate zu Franco Evangelisti. Mit Aufsätzen von Heinz-Klaus Metzger, Antonio Trudu, Christine Anderson, Thorsten Wagner, Giordano Ferrari, Hans G Helms, Gottfried Michael Koenig und Harald Muenz sowie einem Anhang. Saarbrücken: Pfau 2002, ISBN 978-3-89727-177-7.